# New Munich
New Munich är en ort i Stearns County i Minnesota. Vid 2020 års folkräkning hade New Munich 356 invånare.